# Carri di Tespi

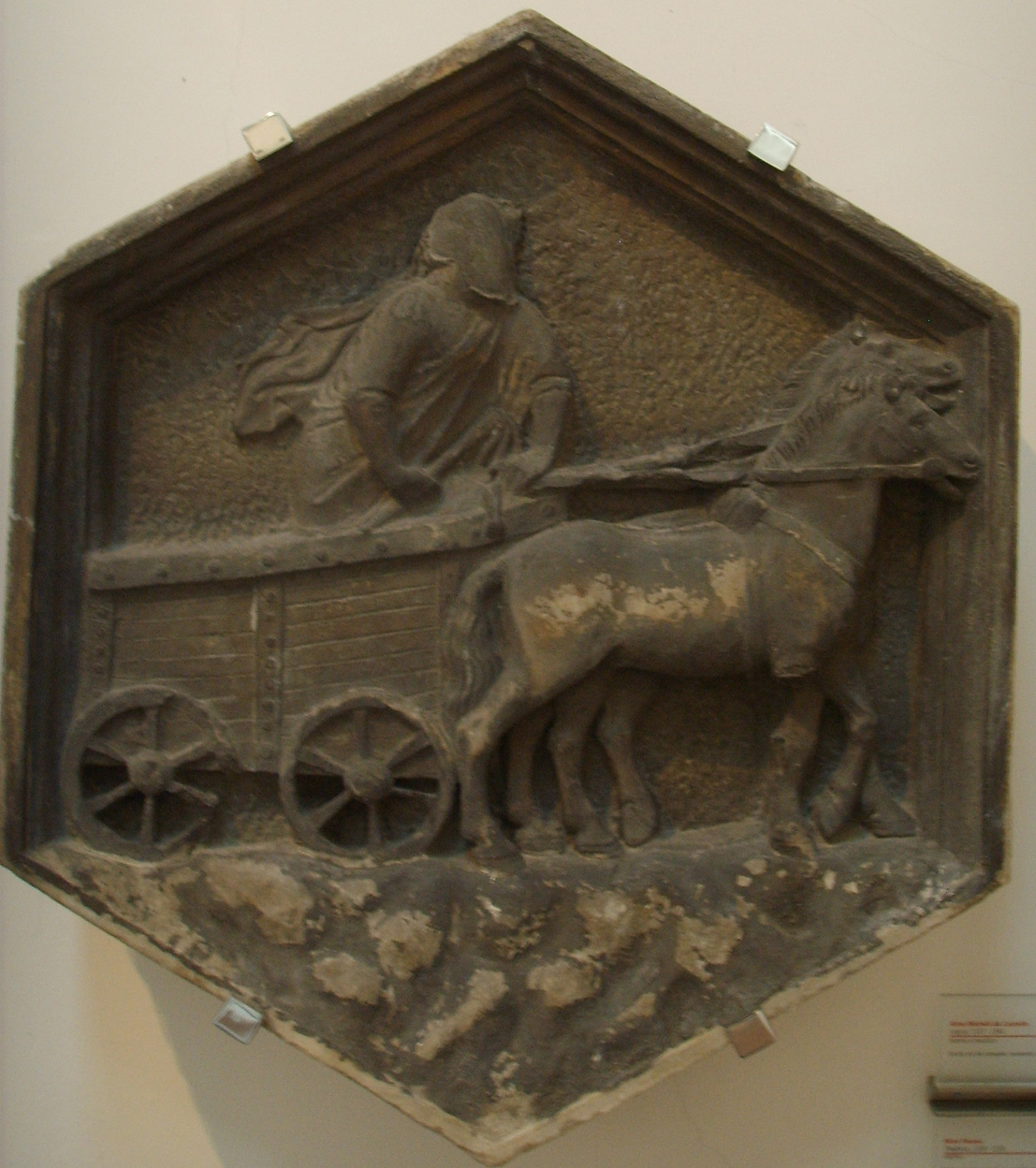
Il carro di Tespi, formella del Campanile di Giotto,
Nino Pisano, 1334-1336, Firenze

I Carri di Tespi (o Padiglioni di Tespi) erano teatri mobili realizzati attraverso strutture lignee coperte di cui si servivano i guitti, dalle origini del fenomeno teatrale - per giungere fino ai comici del teatro nomade popolare italiano per il loro teatro di strada, a partire dal tardo Ottocento. Venivano montati "su piazza" e restavano allestiti per 40/50 giorni durante i quali le compagnie dei "guitti" girovaghi recitavano sera dopo sera un copione diverso, esaurendo integralmente il loro repertorio.  Essi devono il proprio nome alla figura mitica del teatrante Tespi d'Icaria, descritta da Orazio nell'Ars poetica ed erano ancorati all'idea di un teatro di massa di forte impatto emotivo e capace di veicolare la cultura teatrale fino a fasce dimenticate di popolazione.
Il fascismo si servì di questo modello e dell'esperienza del teatro girovago costruendo un progetto di teatro itinerante all'aperto a partire dal 1929: quattro enormi strutture teatrali - tre per la prosa e una per la lirica - trasportate su autocarri che presero il nome anch'essi di Carri di Tespi, ideati dallo scenografo Antonio Valente e da Giovacchino Forzano, probabile conoscitore delle esperienze di "Teatro ambulante" promosse in Francia da Firmin Gémier prima della Grande Guerra. Essi, emulando i "guitti" del teatro nomade popolare, viaggiavano per tutte le province italiane in lunghe tournée, capaci di coinvolgere centinaia di migliaia di spettatori. Il Carro di Tespi giungeva anche nelle località più sperdute, normalmente non coinvolte in eventi teatrali significativi. Qui le maestranze allestivano la vasta platea, capace di contenere cinquemila spettatori e il grande palcoscenico sormontato da una cupola Fortuny, sulla quale potevano essere realizzati molti effetti illuminotecnici.
I dati statistici ufficiali segnalavano risultati di pubblico molto elevati: nel 1936 si parlò di oltre un milione di spettatori per i quattro carri. Un dato non inverosimile considerando che tra 1930 e 1935 furono effettuate una media di 190-200 rappresentazioni ad ogni stagione estiva.
L'ultimo dei Carri di Tespi in Italia fu quello della compagnia teatrale Compagnia del Teatro Mobile Nazionale, costituita nel 1960, con il quale girò il paese fino al 1973. L'estate di quell'anno la compagnia cessò di esistere ed il padiglione fu donato agli sfollati del terremoto di Ancona del 1972.